# تام کاپینوس
تام کاپینوس (انگلیسی: Tom Kapinos؛ زادهٔ ۱۲ ژوئیهٔ ۱۹۶۹) فیلم‌نامه‌نویس و تهیه‌کننده تلویزیونی اهل ایالات متحده آمریکا است.